# Phyllocladus aspleniifolius
Phyllocladus aspleniifolius là một loài thực vật hạt trần trong họ Thông tre. Loài này được (Labill.) Hook.f. miêu tả khoa học đầu tiên năm 1845.